# Lithocarpus naiadarum
Lithocarpus naiadarum är en bokväxtart som först beskrevs av Henry Fletcher Hance, och fick sitt nu gällande namn av Woon Young Chun. Lithocarpus naiadarum ingår i släktet Lithocarpus och familjen bokväxter.
Artens utbredningsområde är Hainan (Kina). Inga underarter finns listade.